# 八田與一
八田 與一（はった よいち、常用漢字：八田 与一、1886年〈明治19年〉2月21日 - 1942年〈昭和17年〉5月8日）は、日本の水利技術者。

## 生い立ち - 台湾へ
1886年（明治19年）に石川県河北郡花園村（現：金沢市今町）に生まれる。石川県尋常中学、第四高等学校（四高）を経て、1910年（明治43年）に東京帝国大学工学部土木科を卒業後、台湾総督府内務局土木課の技手として就職した。
日本統治時代の台湾では、初代民政長官であった後藤新平以来、マラリアなどの伝染病予防対策が重点的に採られ、八田も当初は衛生事業に従事し、嘉義・台南・高雄など各都市の上下水道の整備を担当した。その後、発電・灌漑事業の部門に移り、1910年総督府土木部工務課で浜野弥四郎に仕えることになった。台南水道の事業で実地調査を共にするうちに、八田は浜野から多くのことを学び、後述の嘉南大圳や烏山頭ダムにその経験が活かされることになった。1919年に浜野が離任で台湾を去ると、八田は台南水道に浜野の像を建立している。浜野像は戦時中の金属供出令で資材に流用されたが、奇美実業創業者の許文龍により再制作、2005年に元の水源地に設置されている。
八田は、28歳で当時着工中であった桃園大圳の水利工事を一任されたが、これを成功させ高い評価を受けた。当時の台湾は、まさに上述のインフラストラクチャー建設のまっただ中で、水利技術者には大いに腕の振るい甲斐のある舞台であった。31歳のとき、故郷金沢の開業医で後に石川県議なども務めた米村吉太郎の長女・外代樹（とよき、当時16歳）と結婚した。

## 嘉南大圳
1918年（大正7年）、八田は台湾南部の嘉南平野の調査を行った。嘉義・台南両庁域も同平野の区域に入るほど、嘉南平野は台湾の中では広い面積を持っていたが、灌漑設備が不十分であるためにこの地域にある15万ヘクタールほどある田畑は常に旱魃の危険にさらされていた。そこで八田は民政長官下村海南の一任の下、官田渓の水をせき止め、さらに隧道を建設して曽文渓から水を引き込んでダムを建設する計画を上司に提出し、さらに精査したうえで国会に提出され、認められた。事業は受益者が「官佃渓埤圳組合（のち嘉南大圳組合）」を結成して施行し、半額を国費で賄うこととなった。このため八田は国家公務員の立場を進んで捨て、この組合付き技師となり、1920年（大正9年）から1930年（昭和5年）まで、完成に至るまで工事を指揮した。そして総工費5,400万円を要した工事は、満水面積1000ha、有効貯水量1億5,000万m3の大貯水池・烏山頭ダムとして完成し、また水路も嘉南平野一帯に16,000kmにわたって細かくはりめぐらされた。この水利設備全体が嘉南大圳（かなんたいしゅう）と呼ばれている。ダム建設に際して作業員の福利厚生を充実させるため宿舎・学校・病院なども建設した。爆発事故の翌年には関東大震災が起こり予算削減の為に作業員を解雇しなければならなかった。八田は、有能な者はすぐに再就職できるであろうと考え、有能な者から解雇する一方で再就職先の世話もした。

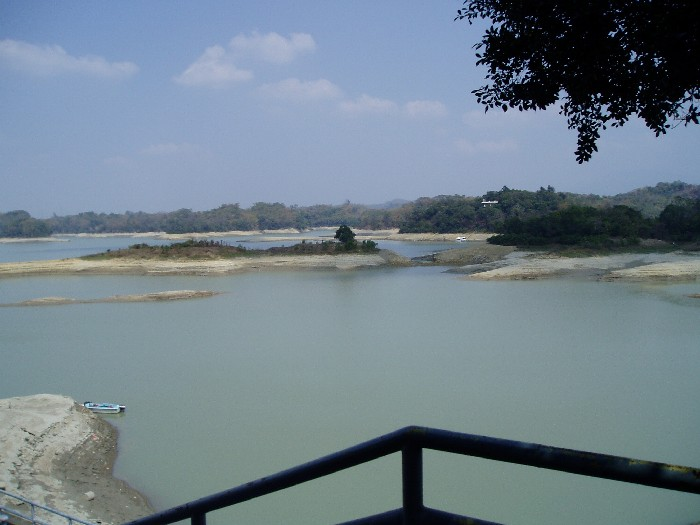
烏山頭ダム。下村海南によって珊瑚潭の美称が与えられている（2004年3月11日）

2000年代以降も烏山頭ダムは嘉南平野を潤しているが、その大きな役割を今は曽文渓ダムに譲っている。この曽文渓ダムは1973年に完成したダムで、建設の計画自体も八田によるものであった。また、八田の採った粘土・砂・礫を使用したセミ・ハイドロリックフィル工法（コンクリートをほとんど使用しない）という手法によりダム内に土砂が溜まりにくくなっており、近年これと同時期に作られたダムが機能不全に陥っていく中で、しっかりと稼動している。烏山頭ダムは公園として整備され、八田の銅像と墓が中にある。また、八田を顕彰する記念館も併設されている。

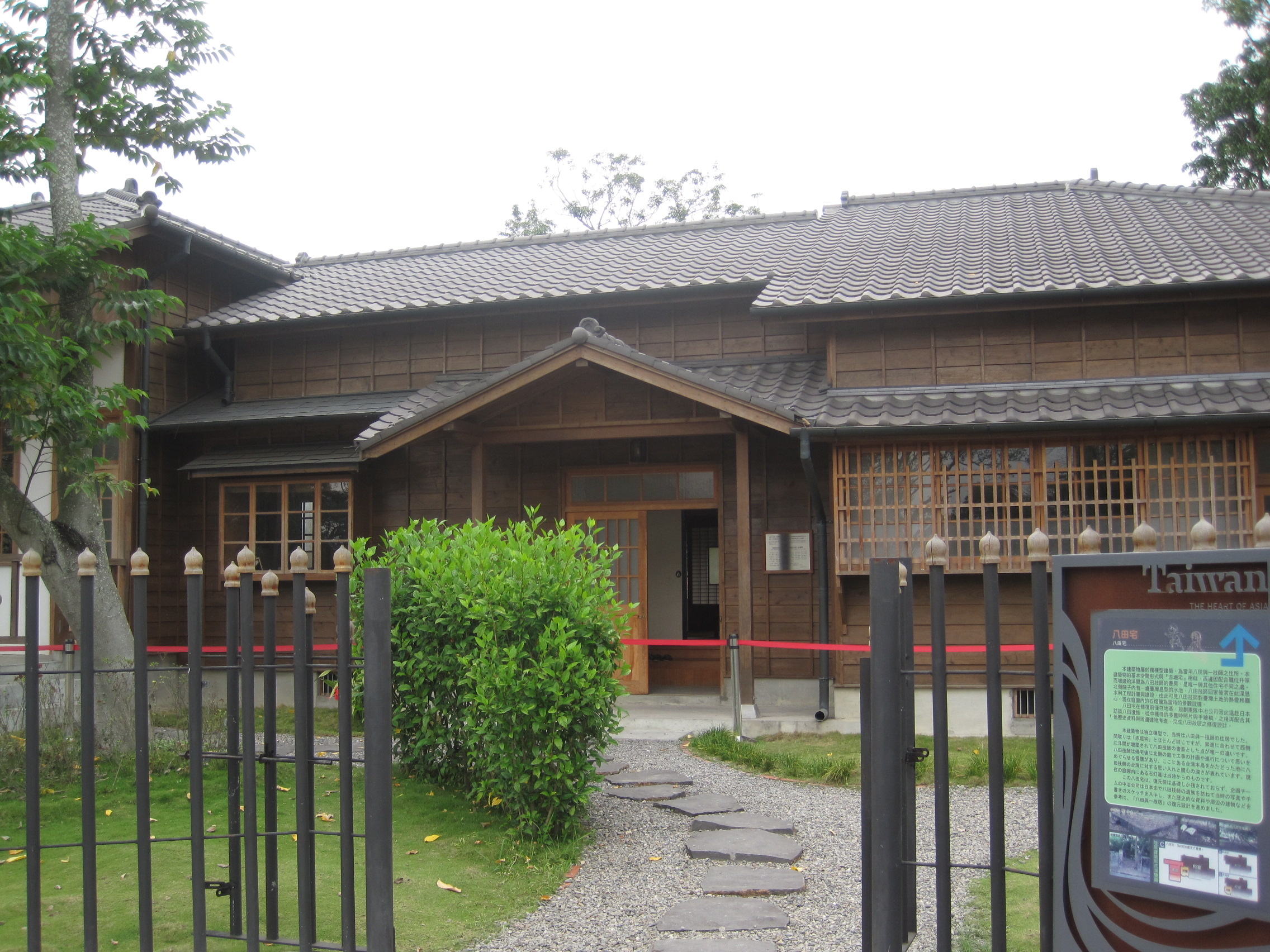
ダム公園内に復元された八田與一の住居

## 台湾総督府復帰 - 殉職
1939年（昭和14年）、八田は台湾総督府に復帰し、勅任待遇技師として台湾の産業計画の策定などに従事した。また1935年（昭和10年）に中華民国福建省政府主席の陳儀の招聘を受け、開発について諮問を受けるなどしている。
太平洋戦争中の1942年（昭和17年）5月、陸軍の命令によって3人の部下と共に客船「大洋丸」に乗船した八田は、フィリピンの綿作灌漑調査のため広島県宇品港で乗船、出港したがその途中、「大洋丸」は五島列島付近でアメリカ海軍の潜水艦「グレナディアー」の雷撃で撃沈され、八田も巻き込まれて死亡した。八田の遺体は対馬海流に乗って山口県萩市沖に漂着し、萩の漁師によって引き揚げられたと伝えられる。
日本敗戦後の1945年（昭和20年）9月1日、妻の外代樹も夫の八田の後を追うようにして烏山頭ダムの放水口に投身自殺を遂げた。

## 年表
- 1910年（明治43年）
  - 7月 東京帝国大学工学部土木科を卒業する[1]。
  - 8月28日 台湾総督府土木部技手に任命され、工務課勤務となる[2][3]。
- 1911年（明治44年）10月6日 官制改正のため台湾総督府技手、土木局勤務となる[2][3]。
- 1914年（大正3年）6月23日 台湾総督府技師、民政局土木局土木課勤務衛生工事係となる[2][3][8]。
- 1915年（大正5年）8月24日 衛生工事係を免じられ、監査係となる[2][3]。
- 1919年（大正8年）
  - 4月9日 兼任臨時台湾総督府工事部技師となり、工事課勤務設計係となる[2][3][9]。
  - 9月8日 土木局設計係兼工事係となる[2][3]。
- 1920年（大正9年）
  - 9月17日 公共埤圳官佃溪埤圳組合事務嘱の件総督府から許可される[2][3]。
- 1921年（大正10年）
  - 4月1日 公共埤圳官佃溪埤圳組合は公共埤圳嘉南大圳組合と改称される[2][3]。
  - 11月8日 依願免本官[10]
  - 11月19日 組合の監督課長兼工事課長、監督課監査係長代理となる[2][3]。
  - 12月5日 兼務で烏山頭出張所長となる[2][3]。

- 1922年（大正11年）3月15日 組合令が改正され、烏山頭出張所長となる[2][3]。
- 1930年（昭和5年）
  - 1月7日 内務局勤務、土木課勤務となる[2][3]。
  - 5月29日 嘉南大圳新設工事が竣工し所長の職をとかれ、技術顧問となる[2][3]。
  - 8月15日 台湾総督府技師に任命される。内務局土木課勤務となる[11]。
- 1937年（昭和12年）
  - 4月13日 兼任台湾総督府専売局技師、塩腦課勤務となる[12]。
  - 11月20日 殖産局農務課兼務となる[13]。
- 1939年（昭和14年）6月30日 勅任官待遇となる[14]。
- 1942年（昭和17年）5月8日 東シナ海において、遭難殉職、公務死亡と認定される[3][6]。

## 栄典
叙位
- 従七位 1914年（大正3年）8月20日[15]
- 正七位 1916年（大正5年）11月9日[16]
- 従六位 1919年（大正8年）5月10日[17]
- 従五位 1930年（昭和5年）9月15日[18]
- 正五位 1935年（昭和10年）10月1日[19]
- 従四位 1940年（昭和15年）11月1日[20]
- 正四位 1942年（昭和17年）5月8日 特旨ヲ以テ位一級被進[21]

叙勲
- 勲六等瑞宝章 1934年（昭和9年）4月5日[22]
- 勲五等瑞宝章 1938年（昭和13年）5月9日[23]
- 勲四等瑞宝章 1939年（昭和14年）9月23日[24]

## 評価

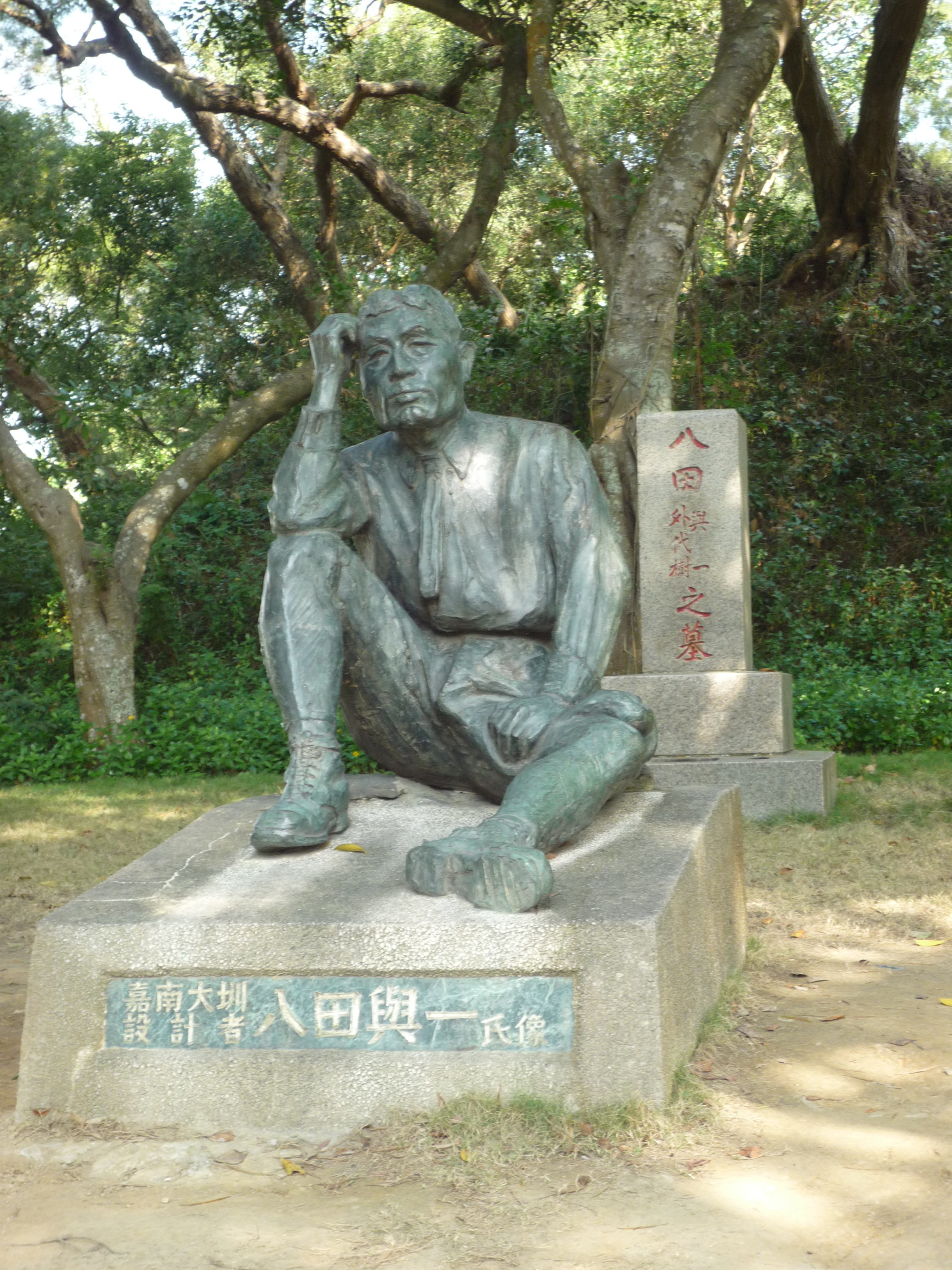
八田の銅像と墓

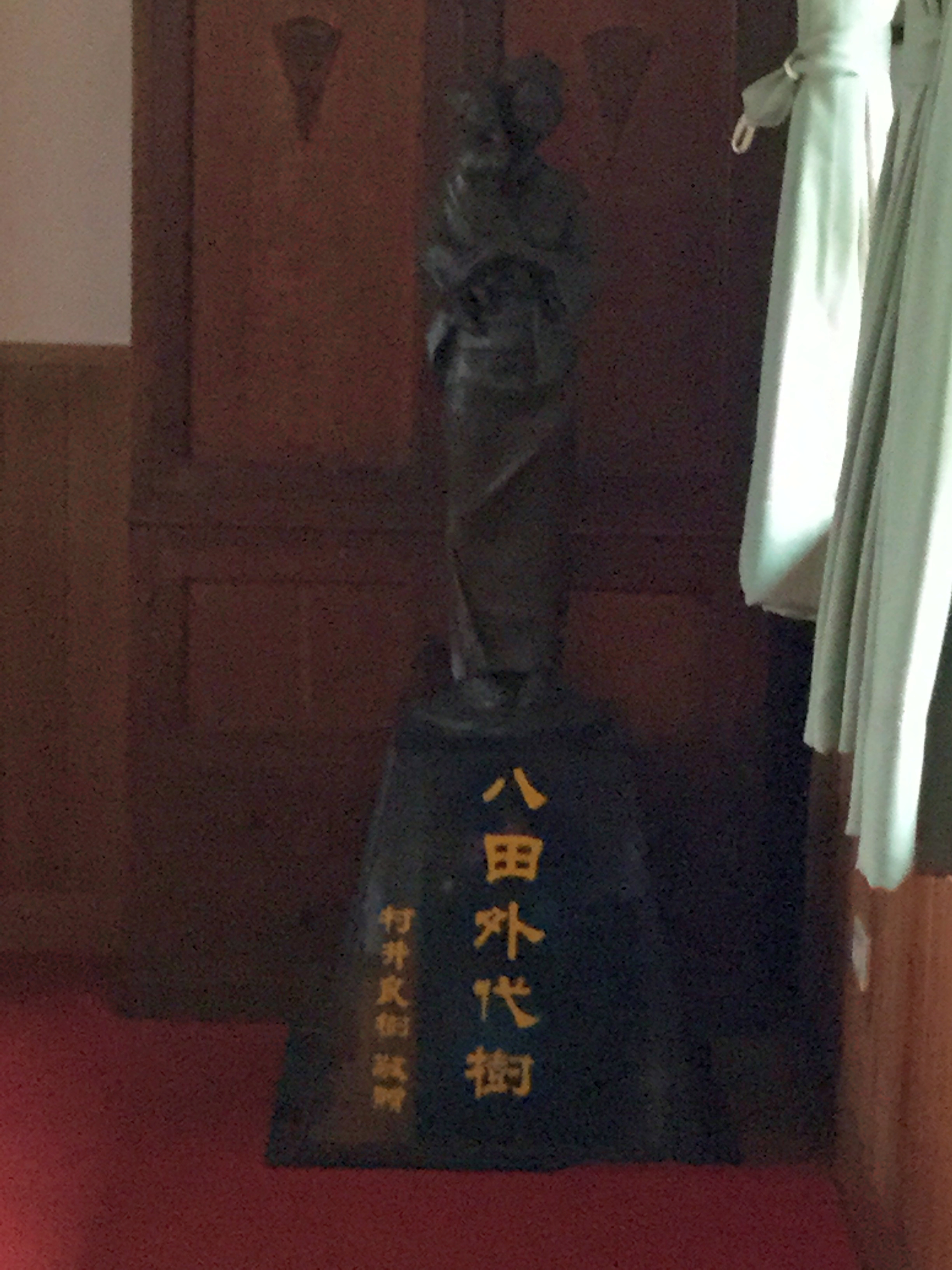
八田宅に展示されている妻・外代樹の像

日本よりも八田が実際に業績をあげた台湾での知名度のほうが高い。特に高齢者を中心に八田の業績を評価する人物が多く、烏山頭ダムでは八田の命日である5月8日には慰霊祭が行われている。
中学生向け教科書『認識台湾 歴史篇』に八田の業績が詳しく紹介されている。2004年（平成16年）末に訪日した李登輝中華民国総統は、八田の故郷・金沢市も訪問した。2007年5月21日、陳水扁総統は八田に対して褒章令を出した。
また、当時の馬英九総統も2008年5月8日の烏山頭ダムでの八田の慰霊祭に参加した。翌年の慰霊祭に参加し、八田がダム建設時に住んでいた宿舎跡地を復元・整備して「八田與一記念公園」を建設すると語った。2009年7月30日に記念公園の安全祈願祭、2010年2月10日に着工式が行われ、2011年5月8日に完成した。完成式典には、馬英九総統や八田の故郷・石川県出身の元内閣総理大臣森喜朗が参加した。記念公園は約5万平方メートルだが、約200棟の官舎や宿舎のうち4棟は当時の姿に復元された。宿舎は一般公開されている。
2011年には台南市の主要道路のひとつが「八田路」と命名された。
妻の外代樹も顕彰の対象となり、2013年9月1日には八田與一記念公園内に外代樹の銅像が建立された。
八田の業績と、嘉南の人達との触れ合いを取材したテレビドキュメンタリー番組「テレメンタリー96 たった一つの銅像 〜衷心感謝八田與一先生〜」が 1996年（平成8年）6月30日にテレビ朝日系列で放送された。2008年には、八田を描いた長編アニメ映画「パッテンライ!! 〜南の島の水ものがたり〜」が制作された。
2022年5月8日は没後80年にあたる。烏山頭ダム付近にある墓で慰霊祭が行われた。頼清徳副総統は八田の偉業を広めてきたことで日台の交流が深まったとして「台日の友人関係を一層強化させ、国際社会の諸問題に対応していきたい」と期待を込めた。

### 烏山頭ダムに設置された銅像
烏山頭ダム傍にある八田の銅像は、ダム完成後の1931年（昭和6年）に作られたものである。住民の民意と周囲からの意見で出来上がったユニークな銅像は、像設置を固辞していた八田本人の意向を汲み、一般的な威圧姿勢の立像を諦め、工事中に見かけられた八田が困難に一人熟考し苦悩する様子を模し、碑文や台座は無く地面に直接設置され、同年7月8日、八田立会いのもと除幕式が行われている。
その後、国家総動員法に基づく金属類回収令により供出された際に行方不明となった。後年発見され、もとの場所に戻されたが、1949年以降の中華民国の蔣介石時代には日本の残した建築物や顕彰碑の破壊がなされたため再び撤去され、1981年1月1日、再びダムを見下ろす元の場所に設置された。
2017年4月16日朝、銅像の首から上が切断されているのをダム関係者が発見し、警察に通報した。犯人は中華統一促進党に所属し、以前新党の市議会議員として台北市議会議員を務めた李承龍で、翌4月17日に警察へ出頭した。同時期に台湾各所で頻発していた蔣介石像に対する悪戯への反発心が八田に向けられたとされている。台南市政府からは、八田の命日である5月8日までに銅像を修復する意向が示され、浜野像復活でも尽力した許文龍が奇美博物館で保管していたレプリカを用いて修復された。

## 八田與一を演じた人
- 井上和彦 - 石黒昇監督のアニメ『パッテンライ!! 〜南の島の水ものがたり〜』で八田の声優を務めた。
- 大沢たかお - 1931年夏の甲子園で準優勝した台湾公立嘉義農林学校（現・国立嘉義大学）野球部を描いた台湾映画『KANO 1931海の向こうの甲子園』で八田を演じた[36]。
- 陳冠霖 - 台湾テレビドラマ『水色嘉南』